# نيكلاس جنسن فاسبرغ
نيكلاس جنسن فاسبرغ (بالنرويجية البوكمول: Niklas Jensen Wassberg)‏ هو لاعب كرة قدم نرويجي، ولد في 12 يونيو 2004.

## وصلات خارجية
- نيكلاس جنسن فاسبرغ على موقع اتحاد النرويج (النرويجية)
- نيكلاس جنسن فاسبرغ على موقع قاعدة بيانات كرة القدم.إي يو (الإنجليزية)
- نيكلاس جنسن فاسبرغ على موقع Soccerway.com (الإنجليزية)